# Río Velillos
El río Velillos, también llamado río Frailes, es un río de la península ibérica que transcurre por las provincias de Jaén y Granada, comunidad autónoma de Andalucía, en el sur de España. 

## Curso
Nace en las proximidades de Frailes y desemboca en el río Cubillas en la vega de Casanueva pocos kilómetros antes desembocar este en el río Genil, su principal afluente es el río Mures.
El río Velillos es de régimen muy irregular, caudaloso en invierno y poco en verano. Su caudal riega las vegas de las Riberas Alta y Baja, Las Casillas de Mures en la confluencia con el arroyo del Salobrar, Balazos, de Casanueva, Zujaira, Valderrubio y Escóznar con una acequia que nace en la media luna cerca de Búcor.
El cultivo más carasterístico en sus riberas es el chopo.